# Indító kijátszás
Az indító kijátszás az első lap kihívását jelenti a bridzs nevű kártyajáték "lejátszás" fázisában. A licitálás befejeztével a felvevőtől balra ülő játékos (BOE) kezdi a játékot egy tetszőleges lap kihívásával. Az indító kijátszás az ellenjáték legfontosabb mozzanata. Ez az egyetlen olyan lap, amit az asztalra terülés előtt hívunk ki. A helyes lap megtalálása kulcsfontosságú lehet a játék végkimenetelét tekintve. Indításkor először a legmegfelelőbb színt választjuk ki, majd abból megegyezés szerinti lappal indulunk.

## Szín kiválasztása
- Általában ajánlott indulások
  - Partner által licitált szín
  - Ellenfelek által nem licitált szín
  - A felvevő partnere által licitált szín
- Szín felvétel ellen
  - Egy rövid szín jó indítás, de csak akkor, ha valószínűsíthető, hogy a partner át tudja venni az ütést és vissza tudja hívni a színünket.
  - Üres ászos színnel indulni tilos.
- Szan felvétel ellen
  - A hosszú színnel érdemes indulni
  - Ha a partner hosszú színt licitált, a partner hosszú színét hívjuk

## Lap kiválasztása
- Szinglivel indítani színjáték esetén csak akkor ajánlott, ha partnernek van fogása aduból.
- Egy másik rövid színnel (két vagy három lapos):
  - Dublóból a magasabb lappal
  - 3 lapos színből
    - Honőr magassal (nem sorban) hívjuk a legalacsonyabbat. Pl: Q92-ből a 2-t.
    - Ha mindhárom lap kicsi három megoldás létezik:
      - TON "top of nothing" - A legmagasabb lapot hívjuk. Előnye, hogy egyúttal tagadja a honőrt, de félreérthető lehet a dublóból indítás miatt.
      - MUD "middle-up-down" - Kihívjuk a középső lapot, majd utána a legmagasabbat
      - Legalacsonyabb lap (legkevésbé népszerű)

    - Ha a legmagasabb lapjaink sorozatban vannak (akkor is, ha csak kettő), hívjuk a legnagyobbat. QJ2-ből a Q-t.
- Hosszú szín (4 vagy több lap)
  - Sorban lévő honőrökből hívjuk a legmagasabbat. KQJx-ből K-t
  - Belső sorozatos színből, a belső sorozat tetejével induljunk. KJ109-ből J-t
  - Honőr magassal a 4. legmagasabb lapot hívjuk (11-es szabály)
  - Honőr nélküli színből a legmagasabbal vagy a második legmagasabbal különösen színjáték ellen. Néhány játékos itt is a 4. legmagasabb lappal indul
- AK-s lappal
  - AKx vagy AKxx stb.-ből hívjunk A-t
  - Dubló AK-ból a K-t
- Színjáték ellen sok játékos a 10-essel való indítást speciálisnak játssza. Egy érintkező lapot ígér (J vagy 9) és egy nem érintkező magasabbat. Pl: K J10, K 109, Q 109.

## Problémák
- A partner 2-el indul K532-ből és K32-ből ... Van-e negyedik lapja a színből?
- Hasonlóan a partner 2-el indul 9432-ből és KJ92-ből ... Van-e honőrje?
- A védekező játékos A-al indul AK2-ből és A32-ből ... Nála van-e a király?
- A védekező játékos K-al indul dubló AK-ból és KQx-ből ... Nála van-e az A vagy a K?